# مستعر أعظم 2008ha
م أ 2008 إتش إيه هو مستعر أعظم من النوع 1أ رصد للمرة الأولى في 7 نوفمبر 2008 في مجرة يو جي سي 12682، في كوكبة كوكبة الفرس الأعظم على بعد 69 مليون سنة ضوئية من الأرض.
يعد هذا المستعر الأعظم غير عادي من عدة جوانب فله قدر مطلق يبلغ −14.2 لذا فهو من أصغر المستعرات التي رصدت، كما أن مجرته من النوع الذي يندر تكوينه لمستعرات، وقد اكتشفه كارولين مور ذات الأربعة عشر عامًا، في ذات الوقت الذي اكتشفه فيه جاك نيوتن وتيم بوكيت أعضاء مرصد بوكيت لأبحاث المستعرات العظمى. وتعد مور ثاني أصغر من يكتشف مستعرًا أعظمًا. من مميزات هذا المستعر الأخرى سرعة تمدده البطيئة التي تبلغ تقريبًا 2000 كم/ثانية، كدلالة على صغر الطاقة الحركية الناتجة عن الانفجار للغاية.

## وصلات خارجية
- SN 2008ha on Flickr